# Chione (Tochter des Boreas)
Chione (altgriechisch Χιόνη Chiónē, deutsch ‚Schneeweiße‘) ist in der griechischen Mythologie die Tochter der Oreithyia und des Boreas, den im Nordwind verkörperten Gott. Ihre Geschwister waren die Zwillingsbrüder Kalaïs und Zetes und Kleopatra. Aus der Verbindung mit Poseidon entstammt der Sohn Eumolpos, den Chione, heimlich geboren, ins Meer wirft, doch der Knabe wird von Poseidon gerettet.